# Tepedelenli Ali Pascha

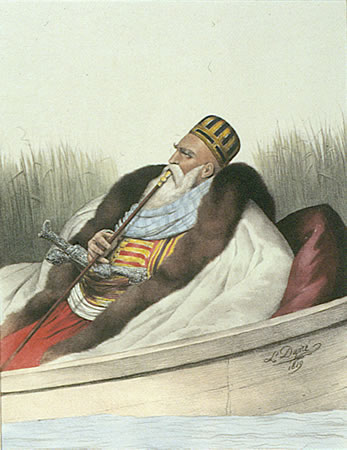
Ali Pascha (1819)

Tepedelenli Ali Pascha oder Ali Pascha von Janina (auch „Löwe von Ioannina“ genannt; albanisch Ali Pashë Tepelena, aromunisch Ali Pãshelu, griechisch Αλή Πασάς Alí Pasás; * um 1741 im Dorf Beçisht bei Tepedelen; † 5. Februar 1822 bei Yanya) war ein osmanischer Pascha albanischer Abstammung, der große Teile des damals osmanischen Albaniens und Griechenlands beherrschte.

## Leben

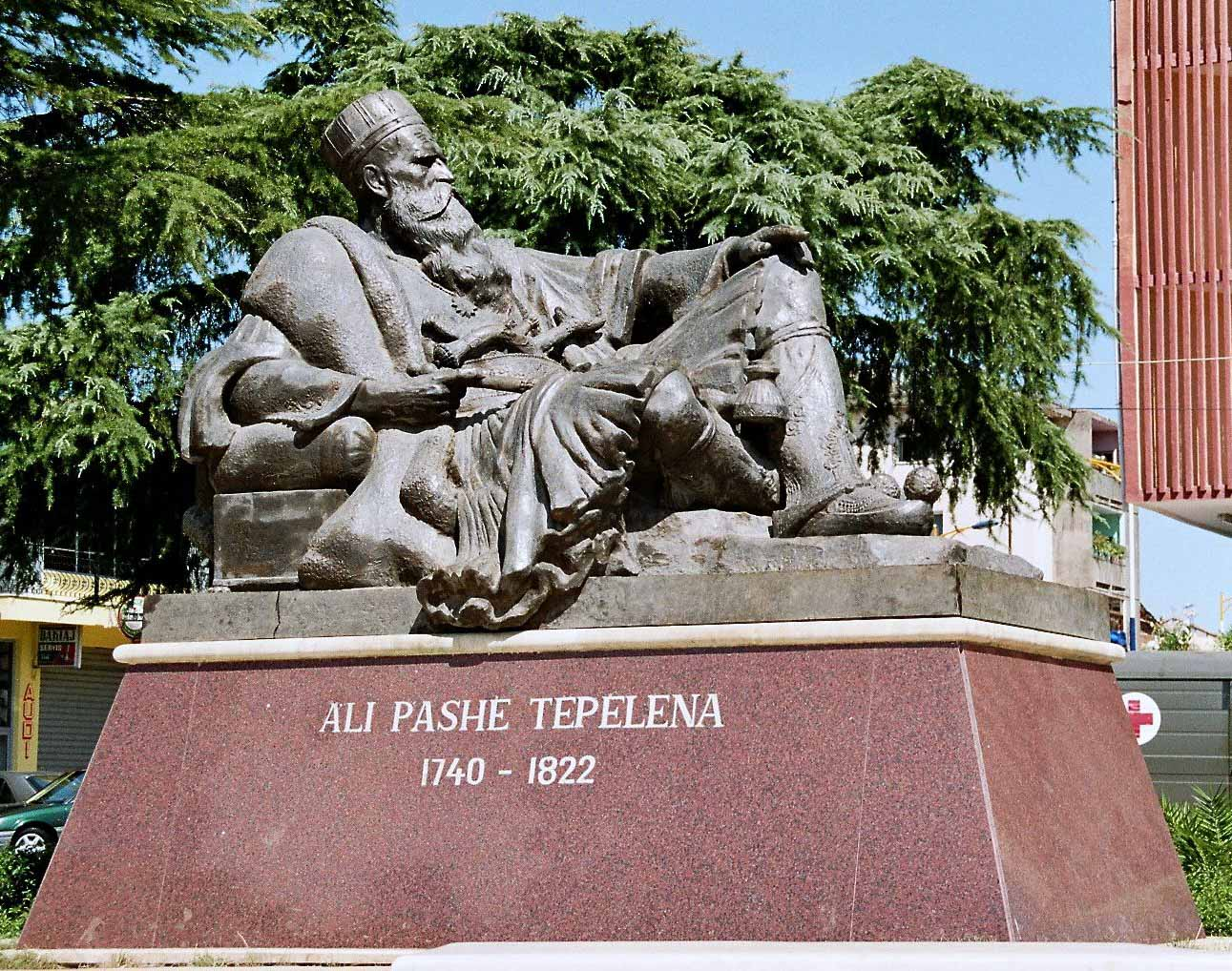
Denkmal Ali Paschas in seiner Geburtsstadt Tepelena

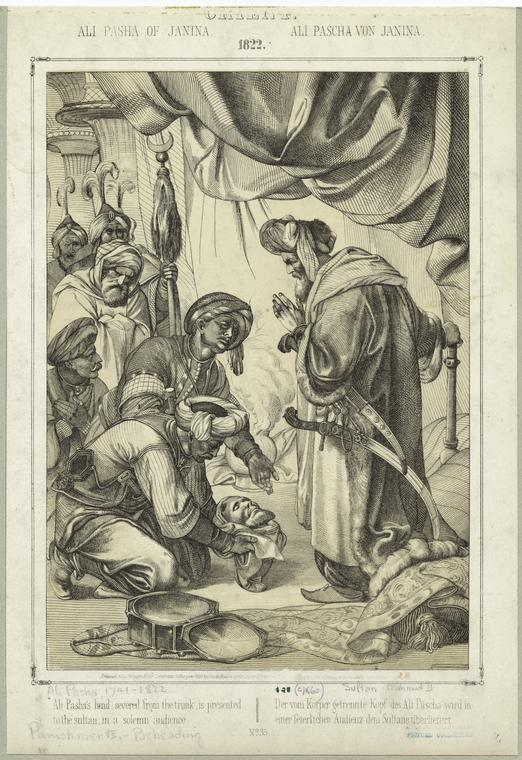
Sultan Mahmut II wird Ali Paschas Kopf übergeben. Lithographie von Peter Johann Nepomuk Geiger 1860

Ali Pascha wurde als Sohn des Veli Pascha von Delvina und seiner Frau Chamko (Hanko) in der Gegend um Tepelena im heutigen Südalbanien geboren. Sein genaues Geburtsdatum und die Umstände seiner frühen Jahre sind nicht gesichert. Laut der örtlichen Tradition stammt seine Familie von einem Derwisch namens Nazif aus Kleinasien ab. Laut dem Historiker Ahmet Uzun hat diese Legende keine Grundlage.
Nach dem Tode seines Vaters 1763 wurde er Kopf einer Diebesbande, die von Epirus bis Thessalien operierte. So verbrachte er die folgenden 20 Jahre seines Lebens. Etwa 1766 heiratete er Emine Aslan-Pashali, die Tochter von Ali Kaplan Pascha. 1787/88 nahm er die Tochter von Tahir Pascha, Zeliha Aslan-Pashali zur Frau. Mit etwa 40 Jahren erlangte er das Wohlwollen des Sultans, indem er seine Diebesbande an die Soldaten des Sultans verriet. Für diese Information erhielt er 1787 das Paschalik von Trikala in Thessalien. Und 1788 folgte dasjenige von Ioannina.
1797 unternahm er einen Angriff auf Himara, das von den christlich-orthodoxen Sulioten gehalten wurde. Mehr als 6000 Menschen starben, und Ali Pascha siegte über die Sulioten. Für diesen mutigen Akt erhielt er von der Hohen Pforte den Beinamen Aslan (Löwe). Die Sulioten gaben sich jedoch nicht geschlagen, und Ali Pascha setzte den Krieg gegen sie fort, bis die Sulioten 1803 aufgaben und damit den Weg nach Korfu freimachten.
Seit 1807 herrschte Ali Pascha von Ioannina aus faktisch unabhängig von der Hohen Pforte, obwohl er jährlich einen bestimmten Tribut nach Konstantinopel schickte. Ali Pascha verfügte über eine große Zahl bewaffneter Kämpfer und beherrschte um 1810 Südalbanien, Epirus, Thessalien und das südwestliche Makedonien. Seine Armee umfasste um 1815 ca. 100.000 Mann. Er paktierte mit den Aufständischen der griechischen Unabhängigkeitsbewegung. Für seine Untreue wurde er 1820 von Sultan Mahmud II. geächtet. Im Oktober erschien eine osmanische Armee vor Ioannina. Ali Pascha versuchte im Januar 1821 vergeblich die Belagerung zu durchbrechen und blieb über ein Jahr in seiner Festung eingeschlossen. Am 5. Februar 1822 wurde er bei einem Treffen mit Abgesandten des Kriegsministers Hurschid Pascha auf der Insel im Pamvotida-See ermordet. Seine drei Söhne wurden hingerichtet, seine griechische Frau Vassiliki wurde inhaftiert. Sie starb 1835 in Messolongi. Nach seinem Tod trennte man den Kopf von Ali Paschas Leiche, konservierte diesen mit Salz und sandte ihn nach Istanbul. Dort wurde der Kopf für eine Weile auf den Zinnen des Topkapı-Palast zur Schau gestellt, bevor er in der Nähe des Silivritors außerhalb der Stadt begraben wurde.
Die drei Söhne Ali Paschas hießen:
- Ahmet Muhtar Pascha, Pascha mit zwei Rossschweifen (um 1768 – um 1822)
- Veli Pascha, Pascha mit drei Rossschweifen (um 1773 – um 1822)
- Salih Pascha, Pascha mit zwei Rossschweifen (um 1800 – um 1822)

## Grab
Im Grab bei der Fethiye-Camii-Moschee in Ioannina wurde sein Körper beigesetzt. Im Jahr 2005 begann die Theologische Fakultät der Yalova-Universität, alle 3500 historischen Grabsteine auf dem Zeytinburnu-Ayvalık-Friedhof in Istanbul zu registrieren. Hierbei stieß man 2006 auf einen Grabstein von Ali Pascha. Ab dem 11. Februar 2013 trat die albanische Regierung mit der Türkei wegen der Rückgabe von Ali Paschas Kopf in Verhandlungen.

## Ali Pascha in der Kunst
- Der englische Dichter Lord Byron hielt sich 1809 einige Zeit als Gast am Hof Ali Paschas auf.
- Als Opernfigur hat ihn Albert Lortzing in seinem Einakter Ali Pascha von Janina verewigt.[10]
- Im Buch Der Graf von Monte Christo werden Ali Pascha und die Belagerung von Ioannina durch die Türken erwähnt. Seine fiktive Tochter Haydee spielt eine wichtige Rolle.
- In Aristotelis Valaoritis’ epischem Gedicht Frau Frosyni (griechisch Ἡ Κυρὰ Φροσύνη, 1859) tritt ein dämonischer Ali Pascha als Widerpart der Protagonistin auf.
- Sabri Godo: Ali Pashë Tepelena. Artemida, Tirana 1970 (historischer Roman)
- Im Roman Der Schandkasten von Ismail Kadare ist Ali Pascha einer der Rebellionsführer der Albaner gegen das osmanische Joch.
- Mór Jókai: Die letzten Tage der Janitscharen. Roman („A Janicsárok Végnapjai“). Corvina Verlag, Budapest 2003, ISBN 963-13-5229-3.